# Isidora Niemeyer
Isidora Niemeyer Walbaum (Santiago de Chile, 26 de diciembre de 2001) es una remera chilena.
Niemeyer compitió en los Juegos Panamericanos de 2019, donde ganó una medalla de oro en el evento de cuádruple scull femenino y una medalla de plata en el evento de doble scull femenino de peso ligero. También compitió en los Juegos Olímpicos de la Juventud de 2018.
En los Juegos Panamericanos de 2023, realizados en Santiago de Chile, obtuvo la medalla de oro junto a Antonia Liewald en el doble scull peso ligero.